# Folsom (Luisiana)
Folsom é uma vila localizada no estado americano de Luisiana, na Paróquia de St. Tammany.

## Demografia
Segundo o censo americano de 2000, a sua população era de 525 habitantes.
Em 2006, foi estimada uma população de 684, um aumento de 159 (30.3%).

## Geografia
De acordo com o United States Census Bureau tem uma área de
4,0 km², dos quais 4,0 km² cobertos por terra e 0,0 km² cobertos por água.

## Localidades na vizinhança
O diagrama seguinte representa as localidades num raio de 28 km ao redor de Folsom.